# Nasser Chamed
Nasser Chamed (sinh ngày 4 tháng 10 năm 1993) là một cầu thủ bóng đá người Comoros thi đấu ở vị trí tiền vệ chạy cánh cho câu lạc bộ România Gaz Metan Mediaș và đội tuyển quốc gia Comoros.

## Sự nghiệp quốc tế
Chamed được triệu tập để đại diện Comoros vào tháng 5 năm 2014.

### Bàn thắng quốc tế
Bàn thắng và kết quả của Comoros được để trước.
| #  | Ngày                 | Địa điểm                              | Đối thủ | Bàn thắng | Kết quả | Giải đấu           |
| -- | -------------------- | ------------------------------------- | ------- | --------- | ------- | ------------------ |
| 1. | 17 tháng 11 năm 2018 | Sân vận động Beaumer, Moroni, Comoros | Malawi  | 2–1       | 2–1     | Vòng loại CAN 2019 |